# NGC 5573
NGC 5573 في الفهرس العام الجديد، هي مجرة، تقع في كوكبة العذراء. اكتشفت في 8 مايو 1864 بواسطة ألبرت مارث.

## روابط خارجية
- NGC 5573 على موقع ويكي سكاي: DSS2, SDSS, GALEX, IRAS, Hydrogen α, X-Ray, Astrophoto, Sky Map, Articles and images